# Atelier-laboratoire ARC-Nucléart
L'atelier de recherche et de conservation Nucléart ou ARC-Nucléart est un groupement d’intérêt public situé sur le polygone scientifique à Grenoble. La mission de ce laboratoire est d'assurer la conservation et la restauration des objets en matériaux organiques (bois, cuir, fibres) par exposition au rayonnement gamma, ainsi que de développer de nouvelles méthodes de traitements pour les matériaux dégradés.

## Historique
Ce laboratoire d'une surface de 3 000 m2 est créé en 1970 dans le cadre du programme Nucléart du centre d'études nucléaires de Grenoble afin d'améliorer les propriétés du bois. Cette technique est immédiatement adaptée au domaine patrimonial afin de conserver et de restaurer les biens culturels ou vestiges archéologiques constitués de matériaux organiques ou poreux.
Constitué de chimistes, physiciens, techniciens, restaurateurs et d'un conservateur, l'atelier réalise son premier grand travail médiatique en rénovant en 1970 les parquets de l'hôtel de Lesdiguières à Grenoble. Vieux de plus d'un siècle, le bois de ces parquets est imprégné d’une résine styrène-polyester puis soumis au rayonnement gamma émis par des sources de l'isotope Cobalt 60 afin de polymériser la résine au cœur du bois.
Courant 1977, grâce à sa méthode de désinfection par exposition au rayonnement gamma, le laboratoire désinfecte des fragments de la momie de Ramsès II lors de sa visite en France,. La momie du souverain étant arrivée en France le 26 septembre 1976 pour une exposition, l'irradiation globale de la momie attaquée par différents parasites se déroulant au CEA de Saclay le 6 mai 1977.
Au fil des améliorations, le laboratoire remplace l'imprégnation par la résine styrène-polyester, irréversible, par un bain de polyéthylène glycol.
En 1989, le programme Nucléart devient l'atelier régional de conservation Nucléart dont le statut évoluera en 1997 en groupement d’intérêt public.
En 2018, alors que sa dénomination devient Atelier de recherche et de conservation Nucléart, il signe un protocole d'accord avec l’Institut coréen de recherche sur l’énergie atomique.

## Vulgarisation
Chaque année, le laboratoire organise des expositions à travers la France liées aux objets rénovés.
Les journées de l'archéologie en juin et les journées du patrimoine en septembre sont également l'occasion d'accueillir le public.

### Exposition
À l'occasion du cinquantième anniversaire du laboratoire,  une exposition sous forme de photographies commentées est organisée  au musée dauphinois du 26 novembre 2021 au 28 février 2022,.

## Restaurations médiatisées
En juillet 2010, le laboratoire reçoit en provenance de Russie, Khroma, le plus vieux bébé mammouth congelé, afin de le débarrasser de toute bactérie avant son exposition durant quelques mois au Puy-en-Velay.  Khroma est exposé durant une cinquantaine d'heures à un rayonnement gamma de 20 000 grays, soit environ 5 000 fois la dose létale pour l'homme,.
En 2012, le conseil général des Bouches-du-Rhône a retenu ce laboratoire pour restaurer un chaland romain de 31 mètres datant du Ier siècle (Arles-Rhône 3), découvert dans les profondeurs du Rhône. Ce chaland, la plus imposante embarcation jamais présentée dans un musée, a été restauré grâce aux techniques nucléaires de conservation du patrimoine, et a rejoint le 4 octobre 2013 un ensemble de pièces exposées au musée de l'Arles antique.
En juin 2017, l'atelier de conservation reçoit pour une période d'un an et demi une pirogue longue de sept mètres construite à l'époque carolingienne et découverte par 32 mètres de fond dans le lac du Bourget. La pirogue sera par la suite exposée au musée savoisien de Chambéry.
Fin 2020, à la suite de fouilles archéologiques, la restauration du corps de l'abbé Albéric de Braine, mort en 1206 et conservé dans son sarcophage à l'abbaye Saint-Médard de Soissons, est confié à ARC-Nucléart,.

## Statuts
Depuis 1997, le laboratoire a le statut de Groupement d’intérêt public culturel (GIPC) par une convention qui lie les partenaires suivants :
- commissariat à l'Énergie atomique et aux Énergies alternatives ;
- ministère de la Culture et de la Communication ;
- région Rhône-Alpes ;
- ville de Grenoble ;
- association ProNucléart.

L'association ProNucléart existe depuis le 13 novembre 1974 et son but est de soutenir l'action du laboratoire.

## Accès
Le centre de recherche est desservi par la ligne B du tramway de Grenoble.